# Kemi järnvägsstation
Kemi järnvägsstation (Kem) är en järnvägsstation på Uleåborg-Torneå-banan i den finländska staden Kemi i Lapplands län. Den ligger i centrala Kemi. Stationsbyggnaden stod färdig 1903 och byggdes i trä efter ritningar av den finländska arkitekten Bruno Granholm. Vid stationen stannar alla passagerartåg.
1. ↑  hämtat från: franskspråkiga Wikipedia.[källa från Wikidata]